# 님바주

님바주

님바주(영어: Nimba County)는 라이베리아 중북부에 위치한 주로 주도는 사니켈리이며 면적은 11,551km2, 인구는 462,026명(2008년 인구 조사 기준), 인구 밀도는 40명/km2이다. 서쪽으로는 봉주와 그랜드바사주, 남서쪽으로는 리버세스주, 남동쪽으로는 그랜드게데주와 접하며 북쪽으로는 기니, 북동쪽으로는 코트디부아르와 국경을 접한다. 6개 구를 관할하며 라이베리아에서 면적이 가장 큰 주이기도 하다. 주 이름은 라이베리아, 기니, 코트디부아르 접경 지대에 위치한 님바산에서 유래된 이름이다.

## 같이 보기
- 교육